# Campagne de Moldavie (1497-1499)
Guerre polono-ottomane (1485-1503)
Guerres moldo-polonaises

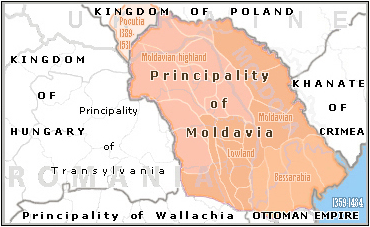
La principauté de Moldavie à la fin du XVe siècle, avec la Pocoutie au nord-ouest.

La campagne de Moldavie ou guerre polono-ottomane de 1497-1499,, est une guerre infructueuse menée par Jean-Albert de Pologne contre les Moldaves, soutenus par leurs suzerains ottomans. 
Jean-Albert part avec une armée de 80 000 hommes avec pour objectif de déposer Étienne le Grand de Moldavie et de le remplacer par Sigismond Jagellon, de reconquérir les forteresses de la côte nord de la mer Noire et de prendre le contrôle de la Crimée et du delta du Danube,.

## Contexte
Jean Ier Albert fut élu en raison de son plaidoyer en faveur d'une politique offensive contre les Ottomans, et il conclut une alliance avec Venise et la Hongrie en vue de mener un effort conjoint contre la Porte. Étienne le Grand de Moldavie refuse de rejoindre l'alliance, craignant que la Moldavie ne soit le théâtre principal d'une éventuelle guerre polono-ottomane. Les efforts d'Albert pour le faire changer d'avis amènent à une querelle avec Ladislas de Hongrie, qui considérait Étienne comme son vassal. L'alliance est rompue et, par conséquent, Albert doit atteindre ses objectifs sans aucune aide étrangère. Après quelques années de préparation, Albert envoie un émissaire à Istanbul pour demander la paix, mais Bayézid II la rejette et les deux camps sont prêts à la guerre en 1497. 

## Les combats
Albert parvient à lever une armée de 80 000 hommes et 200 canons. À l'été 1497, il entreprend de reconquérir les forteresses de la côte nord de la mer Noire et de prendre le contrôle de la Crimée et du delta du Danube, tandis qu'Étienne le Grand de Moldavie obtient le soutien des Ottomans,,. L'offensive polonaise débute au mois de juin 1497, mais les Moldaves, soutenus par les Ottomans, ont traversé la Bucovine et ont vaincu de manière décisive les Polonais à Valia Kouzmyna (en) (bataille de la forêt de Cosmin) et mènent ensuite des raids en territoire polonais jusqu'à Lwów,,. La campagne d'Albert est un désastre et aucun de ses objectifs n'est atteint ; aussi, ce dernier fait-il la paix en 1499 avec les Moldaves et les Ottomans et reconnaît le contrôle ottoman sur la mer Noire,,.

## Conséquences
À la suite de cette campagne, les Tatars de Crimée prennent le contrôle de toute la steppe au nord de la Crimée, du Dniestr à la Volga, se plaçant sous la suzeraineté du sultan ottoman.
Après la bataille de la forêt de Cosmin, Jean Ier Albert retourna précipitamment en Pologne (subissant une autre défaite majeure en chemin où 5 000 soldats polonais furent tués en Bucovine) et construisit la Barbacane de Cracovie, craignant une attaque de l'Empire ottoman sur le sol polonais après ses défaites successives. Les murs de Cracovie ont été renforcés et des fortifications supplémentaires ont été construites pour défendre la ville en cas d'invasion turque,.